# Monument (Album)
Monument ist das siebte Soloalbum des deutschen Rappers Kollegah. Es erschien am 7. Dezember 2018 über das Label Alpha Music Empire als Standard-Edition, Digital und Deluxe-Box.

## Versionen
Monument erschien als Standard-CD, als Deluxe-Box sowie als digitale Veröffentlichung im Download und im Streaming. Die Deluxe-Box enthielt neben dem Hauptalbum Monument, das Bonus-Album Hoodtape Volume 3, die Instrumentals zu Monument, eine DVD mit dem YouTuber Mois, eine Halskette, acht Sticker, ein doppelseitiges Poster und ein exklusives Deus-Maximus T-Shirt.

## Titelliste
Das Hauptalbum Monument enthält folgende 17 Lieder.
| Nr.          | Titel                          | Text                 | Musik                     | Länge |
| ------------ | ------------------------------ | -------------------- | ------------------------- | ----- |
| 1.           | Orbit                          | Kollegah             | Araabmuzik                | 2:52  |
| 2.           | Dear Lord                      | Kollegah             | Araabmuzik                | 4:52  |
| 3.           | Blow Out                       | Kollegah             | Gee Futuristic & Nikki 3k | 3:01  |
| 4.           | Royal                          | Kollegah             | Jan van der Toorn         | 4:43  |
| 5.           | Das erste Mal (feat. 18 Karat) | Kollegah, 18 Karat   | Freshmaker                | 2:52  |
| 6.           | Bossmove                       | Kollegah             | Araabmuzik                | 3:14  |
| 7.           | Gospel                         | Kollegah             | Araabmuzik                | 2:47  |
| 8.           | Psycho (feat. Farid Bang)      | Kollegah, Farid Bang | M3                        | 2:55  |
| 9.           | Löwe                           | Kollegah             | Scott Storch              | 5:30  |
| 10.          | La Vida Koka                   | Kollegah             | Araabmuzik                | 3:03  |
| 11.          | Makiaveli                      | Kollegah             | Araabmuzik                | 3:52  |
| 12.          | Realtalk                       | Kollegah             | Araabmuzik                | 3:34  |
| 13.          | Continental (feat. Nas)        | Kollegah, Nas        | Araabmuzik                | 3:26  |
| 14.          | Donlife (feat. Camron)         | Kollegah, Camron     | Araabmuzik                | 3:08  |
| 15.          | Cohiba Symphony                | Kollegah             | Araabmuzik                | 3:56  |
| 16.          | Da                             | Kollegah             | 2nd Roof                  | 2:58  |
| 17.          | Monument                       | Kollegah             | Gee Futuristic & Nikki 3k | 6:09  |
| Gesamtlänge: | Gesamtlänge:                   | Gesamtlänge:         | Gesamtlänge:              | 62:52 |

## Hoodtape Volume 3
Das zusätzlich zu Monument erschienene Hoodtape Volume 3 enthält folgende 26 Musikstücke.
| Nr.          | Titel                                              | Text                                 | Musik                                                   | Länge |
| ------------ | -------------------------------------------------- | ------------------------------------ | ------------------------------------------------------- | ----- |
| 1.           | Nightking                                          | Kollegah                             | Gee Futuristic & Nikki 3k                               | 2:04  |
| 2.           | Frontale Faust                                     | Kollegah                             | Phil Fanatic & Hookbeats                                | 2:39  |
| 3.           | Spastivater / Nuttenmum                            | Kollegah                             | Phil Fanatic & Hookbeats                                | 2:54  |
| 4.           | Arm aus dem Fenster                                | Kollegah                             | Phil Fanatic & Hookbeats                                | 2:18  |
| 5.           | Wingman                                            | Kollegah                             | Phil Fanatic & Hookbeats                                | 2:26  |
| 6.           | Usain Bolt                                         | Kollegah                             | Phil Fanatic & Hookbeats                                | 2:24  |
| 7.           | Consuela                                           | Kollegah                             | Phil Fanatic & Hookbeats                                | 2:11  |
| 8.           | Most Wanted                                        | Kollegah                             | Johnny Illstrument, Joznez, Freshmaker                  | 2:20  |
| 9.           | Gerichtsverhandlung                                | Kollegah                             | Phil Fanatic & Hookbeats                                | 1:57  |
| 10.          | Prison Break                                       | Kollegah                             | Phil Fanatic & Hookbeats                                | 3:02  |
| 11.          | Szenedrogenrausch                                  | Kollegah                             | Phil Fanatic & Hookbeats                                | 4:09  |
| 12.          | Wenn der Boss das sieht                            | Kollegah                             | Gee Futuristic & Nikki 3k                               | 2:04  |
| 13.          | Nutte sag mir wie die Aktien stehn (feat. Sentino) | Kollegah, Sentino                    | Juh-Dee                                                 | 4:03  |
| 14.          | Bossplaya                                          | Kollegah                             | Gee Futuristic & Nikki 3k                               | 2:34  |
| 15.          | Fairness im Wettkampf                              | Kollegah                             | Phil Fanatic & Hookbeats                                | 2:19  |
| 16.          | Der weiße Lotus                                    | Kollegah                             | Gee Futuristic & Nikki 3k                               | 4:57  |
| 17.          | Da Vinci Flow                                      | Kollegah                             | Juh-Dee                                                 | 2:04  |
| 18.          | Heavyweight (feat. Noir)                           | Kollegah, Noir                       | Gee Futuristic & Mohamed Chahrour                       | 2:18  |
| 19.          | Empire State of Grind                              | Kollegah                             | Figub Brazlevič                                         | 2:35  |
| 20.          | Crystal in der Town (feat. Prinz Harry)            | Kollegah, Prinz Harry                | Gee Futuristic                                          | 3:59  |
| 21.          | Push it to the Limit                               | Kollegah                             | Johnny Illstrument, Joznez, Freshmaker                  | 2:29  |
| 22.          | Bellagio Boys (feat. Noir)                         | Kollegah, Noir                       | Gee Futuristic                                          | 3:15  |
| 23.          | Macht (feat. Seyed, Gent, Jigzaw, Asche)           | Kollegah, Seyed, Gent, Jigzaw, Asche | Mesh                                                    | 4:09  |
| 24.          | MTV Cribs                                          | Kollegah                             | Juh-Dee                                                 | 5:05  |
| 25.          | Es ist der Boss                                    | Kollegah                             | Johnny Illstrument, Toxik Tyson, Phily Asap, Freshmaker | 2:53  |
| 26.          | Testament                                          | Kollegah                             | Araabmuzik                                              | 4:29  |
| Gesamtlänge: | Gesamtlänge:                                       | Gesamtlänge:                         | Gesamtlänge:                                            | 77:37 |

## Rezeption

### Rezension
| Professionelle Bewertungen | Professionelle Bewertungen |
| -------------------------- | -------------------------- |
| Kritiken                   |                            |
| Quelle                     | Bewertung                  |
| laut.de                    | [ 3 ]                      |

Laut.de-Redakteur Max Brandl gab Monument 3 von 5 möglichen Punkten. Er hob „die irrwitzigen Wortspiele und die rekord-, aber auch oft zweckreimverdächtige Textakrobatik“ als positiv hervor, die musikalische Soundauswahl sei dabei „epochal“ aber auch „weitgehend vorhersehbar“. „Künstlerisch“ werde es laut Brandl allerdings „auch für den Die-hard-Fan der ersten Stunde zunehmend schwer, dieser Entwicklung vom liebenswert dilettantisch inszenierten, aber hochbegabten Zuhälter-Rapper hin zur stumpf geradeaus marschierenden Alleinherrscher-Ikone mit irgendwo zwischen Prometheus, Ikaros und Adonis verorteten Komplex-Tendenzen noch etwas abzugewinnen“.

### Chartplatzierungen
Monument erreichte Platz 1 der offiziellen deutschen Albumcharts, in welchen es sich 13 Wochen lang halten konnte, sowie entsprechend auch Platz 1 der deutschen Hip-Hop-Charts. Auch in Österreich und der Schweiz konnte das Album die Chartspitze erreichen. In den deutschen Album-Jahrescharts 2019 belegte es Rang 18.